# Kazimierz Durkacz
Kazimierz Piotr Durkacz (ur. 14 stycznia 1919 w Drohobyczu, zm. 14 lipca 2014) – polski lekarz stomatolog, działacz emigracyjny.

## Życiorys
W 1936 rozpoczął studia na Wydziale Lekarskim Uniwersytetu Jana Kazimierza we Lwowie, po wybuchu II wojny światowej ochotniczo wstąpił w szeregi Wojska Polskiego. Po agresji ZSRR na Polskę jego zgrupowanie przedostało się na Węgry, gdzie żołnierze zostali internowani w obozie przejściowym. Dzięki pomocy miejscowej ludności udało mu się zbiec i przedostać przez Jugosławię do Francji. Wstąpił tam w szeregi Wojska Polskiego, z którym kilka tygodni później po wkroczeniu wojsk hitlerowskich został ewakuowany do Wielkiej Brytanii. Początkowo przebywał w Anglii, następnie jego jednostka została zakwaterowana w Szkocji do ochrony wybrzeża, ponieważ Brytyjczycy obawiali się inwazji III Rzeszy z morza. Jego wspomnienia wojenne ukazały się w zbiorze The Lion and the Eagle: Reminiscences of Polish Second World War Veterans in Scotland pod redakcją Diany M. Henderson (Dunfermline 2001).
W 1941 otrzymał pozwolenie na kontynuację studiów na Polskim Wydziale Lekarskim na Uniwersytecie w Edynburgu, dyplom lekarza otrzymał w 1943. Pozostał w Edynburgu po wojnie, rezygnując z planów powrotu do Polski z uwagi na zmiany ustrojowe po korespondencji z rodzicami. Od 1945 pracował na uczelni jako asystent w Katedrze Stomatologii, w 1946 obronił doktorat (dysertacja The Congenital Absence of Teeth with Special Reference to Traumatic Anodontia). W 1947 został starszym asystentem, od 1948 przez rok prowadził wykłady ze stomatologii. W 1951 uzyskał tytuł lekarza stomatologa (L.D.S, R.C.S), dzięki któremu rozpoczął prywatną praktykę lekarską. Od 1962 członek Polskiego Towarzystwa Naukowego na Obczyźnie. Działał też w szkockim oddziale Polskiego Towarzystwa Medycznego, w którym przez wiele lat pełnił funkcję sekretarza zarządu. W 1962 współpracował blisko ze Stanisławem Mglejem w pracach organizacyjnych Okręgowej Komisji Wyborczej w Edynburgu w czasie wyborów emigracyjnej Rady Rzeczypospolitej Polskiej. Brał udział w zbiórkach społecznych dla polskich instytucji emigracyjnych.
Cieszył się opinią wiodącego praktyka-stomatologa w Edynburgu. Jednym z jego pacjentów był poeta George Bruce, który dedykował mu utwór Why the Poet makes Poems.
W 2006 za działalność polonijną w Wielkiej Brytanii został odznaczony Krzyżem Kawalerskim Orderu Odrodzenia Polski. W czerwcu tego samego roku z okazji jubileuszu 65-lecia Polskiego Wydziału Lekarskiego jako ostatni żyjący absolwent pierwszego rocznika otrzymał wyróżnienie od władz Edynburga i pamiątkowy medal Uniwersytetu Edynburskiego.
Był żonaty z Janiną Elżbietą z Koperskich, I voto O'Dwyer (1924–1994), lekarką.